# ロサンゼルス・アフターショック
ロサンゼルス・アフターショック（Los Angeles Aftershock）は、コンチネンタル・バスケットボール・アソシエーション（以下CBA）に加盟しているアメリカ合衆国のプロバスケットボールチーム。本拠地はカリフォルニア州ロサンゼルス。

## 歴史
1967年に設立され、ABAに加盟したアナハイム・アミーゴズ（後のユタ・スターズ）の流れをくむチーム。2000年に北米マイナーリーグABAのロサンゼルス・スターズとして誕生し、2000-01シーズンは28勝13敗の成績を記録した。シーズンを終えるとしばらく活動が停止されたが、2003年の秋に再開し、2004-05シーズンは13勝12敗を記録。このシーズンは現役WNBA選手でロサンゼルス・スパークスに所属するデリシャ・ミルトン＝ジョーンズが女性ヘッドコーチとしてチームの指揮を執った（男子プロバスケットボールでは史上2回目）。
2005-06シーズンはオーナーが変更されたことによってチーム名もアフターショックへ改名された。この年は11勝15敗ながらもプレイオフに進出したが2回戦でサンノゼ・スカイロケッツに敗れた。シーズン後にABAを脱退し、2007年からのCBA加盟を発表した。